# Haplogrupo R (ADN-Y)
En genética humana, el haplogrupo R es un haplogrupo del cromosoma Y humano definido principalmente por la mutación M207, que deriva conjuntamente con el haplogrupo Q del haplogrupo P. Se encuentra muy difundido en toda Eurasia Occidental, desde Europa hasta la India, extendiéndose también hacia África y América. Son sus grupos principales:

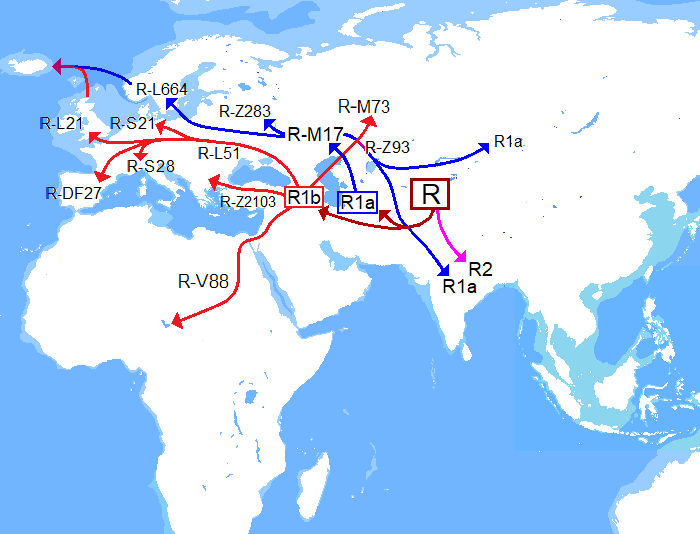
Dispersión del haplogrupo R (M207) en poblaciones nativas.

| R1 | \| \| Haplogrupo R1a \| \| \| \| \| \| Haplogrupo R1b \| \| \| \| |
|    | \| \| Haplogrupo R1a \| \| \| \| \| \| Haplogrupo R1b \| \| \| \| |
|    | Haplogrupo R2                                                     |
|    |                                                                   |
|    | Haplogrupo R1a                                                    |
|    |                                                                   |
|    | Haplogrupo R1b                                                    |
|    |                                                                   |

|  | Haplogrupo R1a |
|  |                |
|  | Haplogrupo R1b |
|  |                |

| R1 | \| \| Haplogrupo R1a \| \| \| \| \| \| Haplogrupo R1b \| \| \| \| |
|    | \| \| Haplogrupo R1a \| \| \| \| \| \| Haplogrupo R1b \| \| \| \| |
|    | Haplogrupo R2                                                     |
|    |                                                                   |
|    | Haplogrupo R1a                                                    |
|    |                                                                   |
|    | Haplogrupo R1b                                                    |
|    |                                                                   |

|  | Haplogrupo R1a |
|  |                |
|  | Haplogrupo R1b |
|  |                |

## Origen
Se estima que se originó entre hace unos 28 mil años (o hace 26.800 según Karafet et al.2008) con mayor probabilidad en el Sur de Asia dada la mayor diversidad de R*, R1 y R2 en la región.

### Relación con el pueblo indoeuropeo
R tiene una fuerte relación con los pueblos hablantes de lenguas indoeuropeas: por un lado, los principales grupos indoeuropeos satem, como el baltoeslavo y el indoiranio se correlacionan bastante bien con el haplogrupo R1a y en parte R2; mientras que los principales grupos indoeuropeos centum, como el italo-celta y el germánico se correlacionan con R1b.

## Distribución
Las mayores frecuencias están en Europa, donde R1 es predominante. R está muy extendido en el subcontinente indio, Asia Central, Cáucaso, Cercano Oriente y Sinkiang.
En los nativos americanos es el haplogrupo más frecuente después de Q, especialmente en América del Norte en los ojibwa con 79%, chipewyan 62%, seminola 50%, cheroqui 47%, dogrib 40% y pápago 38%, y su presencia pudo deberse a la colonización europea o tal vez esté relacionado con el poblamiento de América (ver historia genética de América).
Pequeñas frecuencias se encuentran en África, Asia Oriental, Siberia, Insulindia, Islas del Pacífico y nativos de Australia.

## Clados
De  acuerdo con ISOGG el haplogrupo R presenta los marcadores M207/Page37/UTY2, CTS207/M600/PF5992, CTS3622/PF6037 y muchos otros; presentándo los clados siguientes:

### Paragrupo R*
R* es de escasa frecuencia; ha sido en encontrado en el norte de Pakistán en kalashas 17% y en burushos con un 10%. En Pakistán promedia 3.4% y poco en el Líbano. En Gujarat (India) 3.4%. Poco en tayikos de Afganistán. 
Se encontró en restos en Irkutsk (Siberia) de hace 24 mil años de antigüedad.

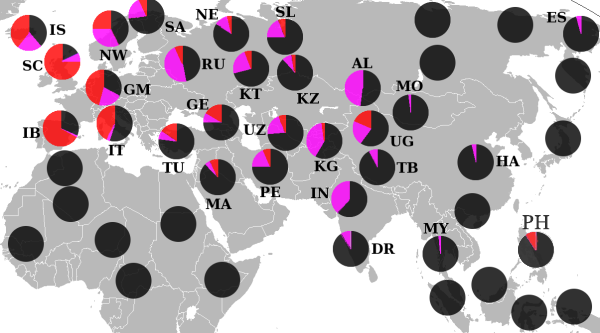
Distribución de R1a en violeta y R1b en rojo.

### Haplogrupo R1
R1 (M173/P241/Page29, YSC0000230/L1352/M785/BZ3050, M306, P225) es común en toda Eurasia Occidental, tiene unos 28 mil años de antigüedad y presenta los siguientes subclados:
- R1* en Irán 2.7%,[7] especialmente en asirios, baluchis y persas de Yazd con 4%.[8] Raramente en Turquía, Pakistán, India, Irak y Egipto. Se encuentra en los fulani del Sudán 54%.[9] En el área del mar Muerto 44% y en Jordania 13,7% de R1 (M173, xP25 xSRY10831.2).[10]
- R1a (L62, L63) predominante en Europa Oriental y en algunas zonas de Asia Central y Sur de Asia; menores frecuencias en Europa Occidental y resto de Asia.
- R1b (M343) predominante en Europa Occidental; menores frecuencias en Europa Oriental, África y Asia Occidental.

### Haplogrupo R2
R2 (M479) es típico del Sur de Asia.
- R2* aisladamente al sur y oriente de Europa y en Pakistán.
- R2a (M124, P249, P267) principalmente en el subcontinente indio, menos en el Cáucaso y Asia Central.
- R2b en el subcontinente indio

| Haplogrupos del cromosoma Y humano |                  |   |   |    |    |    |    |    |   |   |     |     |     |     |    |    |    |    |     |     |     |    |    |   |
|                                    | Adán cromosómico |   |   |    |    |    |    |    |   |   |     |     |     |     |    |    |    |    |     |     |     |    |    |   |
|                                    | A                |   |   |    |    |    |    |    |   |   |     |     |     |     |    |    |    |    |     |     |     |    |    |   |
|                                    |                  |   |   | BT |    |    |    |    |   |   |     |     |     |     |    |    |    |    |     |     |     |    |    |   |
|                                    |                  | B | B | B  | CT | CT |    |    |   |   |     |     |     |     |    |    |    |    |     |     |     |    |    |   |
|                                    |                  |   |   | DE | DE | CF | CF | CF |   |   |     |     |     |     |    |    |    |    |     |     |     |    |    |   |
|                                    |                  |   | D | E  |    | C  | C  | F  | F | F |     |     |     |     |    |    |    |    |     |     |     |    |    |   |
|                                    |                  |   |   |    | C1 | C2 |    | G  | H | H | IJK | IJK | IJK | IJK |    |    |    |    |     |     |     |    |    |   |
|                                    |                  |   |   |    |    |    |    |    |   |   | IJ  | K   | K   | K   | K  | K  | K  |    |     |     |     |    |    |   |
|                                    |                  |   |   |    |    |    |    |    |   | I | J   |     |     | LT  | K2 | K2 | K2 | K2 | K2  | K2  |     |    |    |   |
|                                    |                  |   |   |    |    |    |    |    |   |   |     |     | L   | T   |    | MS | MS | MS | MS  | P   | P   | P  | NO |   |
|                                    |                  |   |   |    |    |    |    |    |   |   |     |     |     |     |    | M  | S  |    | Q   | R   | R   |    | N  | O |
|                                    |                  |   |   |    |    |    |    |    |   |   |     |     |     |     |    |    |    |    |     | R1  | R1  | R2 |    |   |
|                                    |                  |   |   |    |    |    |    |    |   |   |     |     |     |     |    |    |    |    | R1a | R1a | R1b |    |    |   |
|                                    |                  |   |   |    |    |    |    |    |   |   |     |     |     |     |    |    |    |    |     |     |     |    |    |   |